# 휴 해밀턴 린지
휴 해밀턴 린지(Hugh Hamilton Lindsay, 1802~1881)는 중국에 관심을 가졌던 사업가로, 아마도 상하이를 방문한 최초의 영국인일 것이다.
휴 프림로즈 린지 영국 영국 동인도 회사 이사이자 제인 고든의 아들인 린지는 1820년 중국으로 건너가 영국 동인도 회사의 선박 관리인이 되었다. 그는 1830년에 광저우 지부의 비서로 일했다.
린지는 1832년 루터교회 선교사인 카를 귀츨라프와 함께 중국 항구의 비밀 정찰을 주도했다. 둘 다 중국어를 유창하게 구사했으며, 6개월간의 탐사 기간 동안 샤먼시, 푸저우시, 닝보시, 상하이 및 산둥성 해안을 방문했다. 그는 또한 사업 이익을 증진하기 위해 청나라와의 전쟁을 강력히 주장했다.
그는 1841년부터 1847년까지 샌드위치의 보수당 의원이었다.
설립 이사 중 한 명이었던 그는 1851년에 존 맥그리거의 뒤를 이어 동양군도회사의 회장이 되었다. 이 회사는 1858년에 청산되었다. 그는 또한 1865년에 파산한 홍콩의 은행 및 해운 회사인 린지 앤 컴퍼니의 설립자이기도 했다. 1852년에는 그를 위해 차 클리퍼선인 챌린저가 건조되었다.

## 문학 작품
- Report of proceedings on a voyage to the northern ports of China, in the ship Lord Amherst (1833)
- Letter to the Right Honourable Viscount Palmerston on British Relations with China(1836)
- The rupture with China, and its causes, including the opium question, and other important details in a letter to Lord Viscount Palmerston (1836)
- Is the war with China a just one (1840)
- Substance of an address on the church question, delivered at a meeting of conservative electors of the City of Aberdeen (1840)
- Remarks on occurrences in China since the opium seizure in March 1839 to the latest date. : By a resident in China(1840)
- The Eastern Archipelago Company and Sir James Brooke (1853)